# The Dagger of Amon Ra
The Dagger of Amon Ra, ook gekend onder de titels Roberta Williams' Laura Bow in: The Dagger of Amon Ra of Laura Bow II is een point-and-click avonturenspel van Sierra Online uit 1992. Het spel is een sequel van The Colonel's Bequest. Hoewel de alternatieve titel doet vermoeden dat het spel werd ontwikkeld door Roberta Williams is dit niet. Deze eer is voor Bruce Balfour.
Het spel werd ontwikkeld met SCI. Er bestond een versie op diskettes en op cd-rom. Op dit laatste medium was het spel volledig ingesproken. 

## Verhaal
Het spel speelt zich voornamelijk af in een museum anno 1926 toen men zich volop verdiepte in Egyptologie. De protagonist van het spel is Laura Bow, een jongedame uit een van de zuidelijke staten van de VS. Ze is net afgestudeerd aan de Tulane University en woont nu in New York waar ze werkt voor een prestigieuze krant. Voor haar eerste taak wordt ze naar het lokale Leyendecker-museum gestuurd: ze dient een kort, eenvoudig artikel te schrijven over de diefstal van de dolk van Amon Ra. Tijdens haar bezoek wordt een bezoeker vermoord teruggevonden. De politie start onmiddellijk een onderzoek en houdt alle aanwezigen in het museum. De moordenaar blijft niet stilzitten en er vallen nog meer slachtoffers. Laura gaat zelf op onderzoek om te achterhalen wie de moordenaar is.

## Spelbesturing
Het grootste deel van het spel valt onder de categorie avonturenspel: de speler maakt een inventaris aan van objecten die her en der worden gebruikt om puzzels op te lossen. Ook zijn er conversaties met de andere personages. Net zoals in de meeste avonturenspellen van Sierra Entertainment kan het hoofdpersonage op diverse momenten (zowel verwacht als onverwacht) sterven.
Daarnaast valt het spel ook onder de categorie detectivespel: door observeringen moet de speler zelf achterhalen wie de moordenaar is en wat zijn motieven waren. De moordenaar wordt dus op het einde van het spel niet automatisch bekendgemaakt. De politie stelt Laura diverse vragen waarop verschillende antwoorden kunnen worden gegeven. Het is dus aan de speler om te bewijzen dat hij de echte moordenaar heeft ontmaskerd. Geeft de speler een verkeerd antwoord, dan krijgt hij van de politie een tip waar hij in het spel iets heeft gemist. Het einde van het spel is ook afhankelijk van wat de speler antwoordde en kan soms leiden tot de dood van Laura. Het spel is pas echt uitgespeeld wanneer de speler de correcte moordenaar heeft aangeduid.

## Personages
| Personage                      | Omschrijving |
| ------------------------------ | --- |
| Laura Bow                      | Nadat ze afstudeerde aan Tulane University werd ze aangenomen als reporter bij een New Yorkse krant. Onverwacht komt ze terecht in een reeks van moorden in het lokale museum en gaat ze zelf op onderzoek. |
| Dr. Archibald Carrington III   | Hij is de nieuwe curator van het Leyendecker-museum en volgt Sterling Waldorf-Carlton op die onlangs overleed. Daarvoor was Carrington curator in het British Museum |
| Yvette Delacroix               | Yvette is de secretaresse van het museum. Ze is een nymfomane en werkte vroeger als prostituee in een speakeasy. Ze heeft liefdesaffaires met meerdere mannen waaronder Ernie Leach en Ryan O'Riley. |
| Dr. Pippin Carter              | Een arrogante, egoïstische Engelse archeoloog. Hij vond de dolk van Amon Ra in een Egyptische tempel. Carter richtte de nieuwe expositie in. Dr. Carter heeft smetvrees en stelt zich voor als zijnde een neef van de beroemde archeoloog Howard Carter.                                                                                  |
| Wolf Heimlich                  | Hij is hoofd van de beveiliging van het museum. Hij is zeer stipt en gedreven. Hij heeft in zijn kantoor een persoonlijke wapenverzameling. Zijn vriendin is Dr. Olympia Myklos. |
| Dr. Olympia Myklos             | Ze is een naïeve medewerkster van het museum en gespecialiseerd in paleontologie. Ze is gefascineerd door de dood. Verder heeft ze enkele dieren waaronder een fret en een Egyptische cobra. Ze is afkomstig uit Athene. |
| Ernie Leach                    | Ernie is de conciërge en klusjesman van het museum. Deze Afro-Amerikaan nam de job aan om zijn gokschulden te kunnen afbetalen. |
| Ryan Hanrahan O'Riley          | Een Ierse Amerikaanse detective van de NYPD. Hij wordt aangesteld om de diefstal van de dolk van Amon Ra te onderzoeken. Hij is verslaafd aan druiven. |
| Steve Dorian                   | Een student aan de kunstschool. Hij werkt parttime als stuwadoor om zijn studies te kunnen betalen. |
| Dr. Ptahsheptut "Tut" Smit     | Een curator van het Egyptian Museum die een hekel heeft aan Dr. Carter, omdat deze laatste de dolk van Amon Ra niet wil schenken aan het Egyptian Museum. |
| Lawrence "Ziggy" Ziegfeld      | Een kleine crimineel die soms als informant werkt voor de NYPD in ruil voor strafvermindering. Hij heeft veel connecties met de onderwereld en brengt veel tijd door in de speakeasys. Omdat hij zowel informant als crimineel is, wordt hij door vrijwel iedereen vermeden. Daardoor is Ziggy paranoïde en heeft hij verschillende tics. |
| Rameses Najeer                 | De Egyptische boekhouder van het Leyendecker-museum. Hij is ook ontstemd omdat Dr. Carter de dolk niet wil afstaan aan het museum in Egypte. |
| Gravin Lavinia Waldorf-Carlton | Ze is de weduwe van ex-curator Sterling Waldorf-Carlton. Haar man heeft haar zo goed als niets nagelaten waardoor Lavinia het testament betwist en op zoek is naar een legale manier zodat ze de erfenis toch krijgt. Echter blijkt dat ze elkaar slechts een jaar eerder leerden kennen en pas 10 maanden waren getrouwd.                |
| Sam Augustini                  | Hij is de hoofdredacteur van de krant waar Laura werkt. Laura's vader heeft hem ooit van de dood gered. |
| Crodfoller T. Rhubarb          | Een collega van Laura die haar tracht te helpen. Hij vindt het onverantwoord dat Laura als beginneling de taak krijgt om een artikel te maken over de diefstal van de dolk. Indien Laura uiteindelijk niet slaagt in haar taak, zal Crodfoller de zaak overnemen.                                                                         |
| Lo Fat                         | Deze chinees is eigenaar van een Chinese wasserete. Veel bezoekers en investeerders van het museum zijn bij hem klant. |
| Watney Little                  | Een Engelse vluchteling die door Scotland Yard wordt gezocht omwille van oplichting. Hij is onlangs ontsnapt uit de Dartmoor HM-gevangenis. |